# Corriente transitoria

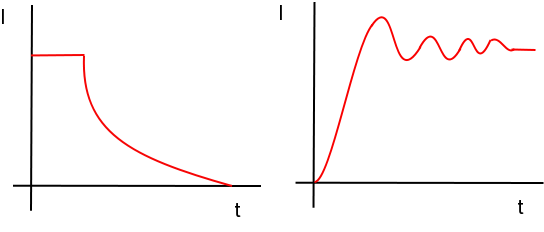
Ejemplos de corrientes transitorias.

Se denomina corriente transitoria a aquella corriente eléctrica en la que el flujo de cargas o bien tiende a extinguirse por cesar la causa que lo produce, o bien a estabilizarse en un valor constante tras un período de oscilación. Por lo general son de corta duración, aumentando o disminuyendo de forma exponencial, y aparecen con frecuencia en los circuitos en los que hay bobinas y condensadores.